# 荷台達
荷台達是也門的第四大城市及荷台达省首府，2001年估計人口有425,000人。
荷台達位於紅海旁，是一個重要港口，出口咖啡、棉花、海棗等。19世紀中期鄂圖曼土耳其帝國得到發展。
也门内战期间，荷台达遭胡塞武装严重破坏。

## 交通
- 荷台達國際機場